# Väike Tulpe
Väike-Tulpe saar est une île du golfe de Riga appartenant à l'Estonie.